# フリッツ・バイエルライン
フリッツ・バイエルライン（Fritz Hermann Michael Bayerlein, 1899年1月14日 - 1970年1月31日）は、第二次世界大戦中のドイツの軍人。
エルヴィン・ロンメル麾下のドイツアフリカ軍団などで実績を積み、各部隊師団長を歴任した。最終階級はドイツ陸軍 (国防軍)中将。

## 経歴

### 大戦期

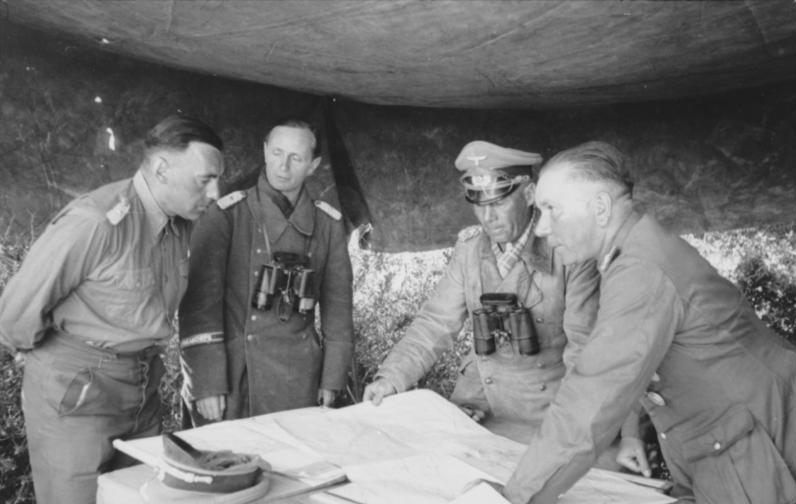
ロンメルらと会議中 - (左)バイエルライン (1942年4月)

ヴュルツブルクに出生。第一次世界大戦中の1917年に第2猟兵大隊に士官候補生として配属され、各地での前線勤務に従事。戦後も軍に残り、1922年に第21歩兵連隊で少尉に昇進した。陸軍大学に学んで参謀教育を受ける。1935年、第15軍団で参謀大尉。1938年に少佐に昇進。直後に第3装甲師団次席参謀に就任した。
1939年4月、第10装甲師団主席作戦参謀に転じ、第二次世界大戦の端緒となったポーランド侵攻に従軍。1940年2月に転属となり、西方戦役及びバルバロッサ作戦には第19装甲軍団主席参謀として従軍した。
アフリカ戦線
同年9月に中佐に昇進していたバイエルラインは、1941年10月にエルヴィン・ロンメル率いるドイツアフリカ軍団参謀長に任命された。戦功により1941年11月に騎士鉄十字章を受章。1942年4月に大佐に昇進し、同年10月にドイツ十字章金章を受章した。同年12月、アフリカ装甲軍参謀長となり、翌年3月に少将に昇進。一週間後にイタリア第1軍参謀長に転じた。1943年のアフリカでの最終的な敗北後、バイエルラインは陸軍総司令部総統予備となり、同年7月に柏葉付騎士鉄十字章を受章した。
欧州戦線
1943年10月、第3装甲師団長に任命され、ドニエプル川、ついでキロヴォフラード・チェルカースィ周辺で赤軍の攻勢を防いだ。1944年1月、装甲教導師団の編成を命じられ、2月にその師団長に任命され、ついで5月に中将に昇進した。装甲教導師団はフランスに配置転換され、ノルマンディに上陸した連合軍を迎え撃った。バイエルラインの部隊はティリー、サン＝ロー、アヴランシュで戦い、その戦功により7月に柏葉剣付騎士鉄十字章を受章した。同師団を率いて12月のバルジの戦いにも参加した。
1945年2月に第53軍団司令官に転じたが、ルール地方で連合軍に包囲された。バイエルラインは4月15日に軍団ごと降伏し、部隊ごと正式に降伏したドイツ国防軍最初の将軍となった（スターリングラードで降伏したフリードリヒ・パウルス元帥や北アフリカで降伏したドイツの将軍たちは、個人あるいは司令部のみが降伏した形式をとっていた。）

### 戦後
降伏後、アメリカ軍の捕虜となり1947年末に解放。この間、戦闘記録や回顧録の執筆を始めている。1970年1月、故郷ヴュルツブルクで死去。